# Tadeusz Perkowski
Tadeusz Perkowski h. Peretyakowicz (ur. 16 listopada 1896 w Warszawie, zm. 27 czerwca 1942 w Ustroniu na Wileńszczyźnie) – polski prawnik, urzędnik konsularny i dyplomata.

## Życiorys
Syn warszawskiego lekarza Seweryna Perkowskiego i Wandy Teresy z d. Gorskiej, brat bliźniak Józefa. Ukończył gimnazjum w Warszawie, studia na Wydziale Prawa Uniwersytetu Warszawskiego (1923) i studia uzupełniające na uniwersytecie w Hadze. 
W latach 1918–1920 służył jako ochotnik w polskiej armii, od 1921 zatrudniony w polskiej służbie zagranicznej, w której powierzono mu cały szereg funkcji, m.in. był urzędnikiem Departamentu Politycznego MSZ (1921–1924), sekretarzem poselstwa w Moskwie (1924–1926), kier. konsulatu generalnego w Mińsku (1926–1927), sekr. poselstwa w Moskwie (1927–1928), urzędnikiem ds. litewskich/kier. referatu bałtyckiego w wydziale wschodnim Departamentu Politycznego MSZ (1928–1936), sekr. generalnym delegacji do rokowań polsko-litewskich w Kłajpedzie, a od 1937 pełnił funkcję zastępcy Komisarza Generalnego RP w Gdańsku. W 1942 zamordowany przez sowietów w Ustroniu w powiecie brasławskim.
W 1933 ożenił się z Ireną Skarbek-Borowską (ur. 1899), z którą miał dwóch synów Jana (ur. 1934) i Zygmunta (ur. 1937), obaj zostali inżynierami.

## Odznaczenia
- Złoty Krzyż Zasługi
- Srebrny Krzyż Zasługi[7]
- Medal Pamiątkowy za Wojnę 1918–1921
- Medal Dziesięciolecia Odzyskanej Niepodległości[4]
- Szwedzki Krzyż Oficerski Orderu Gwiazdy Polarnej[8]
- Estoński Krzyż Komandorski Orderu Krzyża Orła[9]
- Łotewski Krzyż Orderu Trzech Gwiazd
- Fiński Krzyż Orderu Białej Róży[6]
- Norweski Krzyż Komandorski Orderu św. Olafa[10]